# IC 2
IC 2 é uma galáxia na direção da constelação de Cetus. 